# Kronkåsa

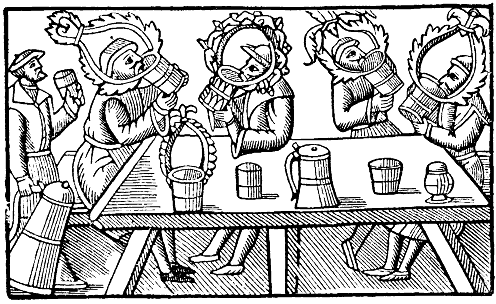
Kronkåsor återgivna i Historia de gentibus septentrionalibus.

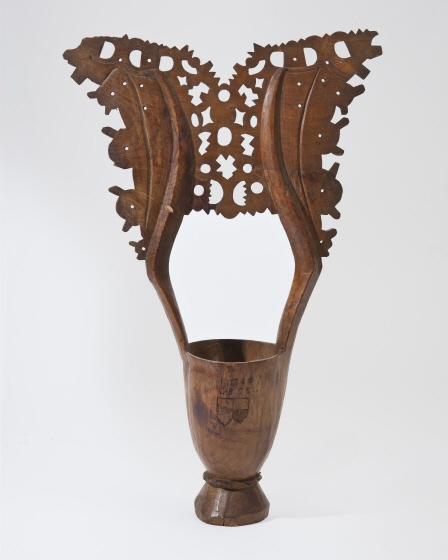
Kronkåsa.

Kronkåsa är en typ av kåsa i trä med två upptill förenade grepar prydda skuren dekor. Modellen tillhör främst 1500-talet.
Kronkåsorna omtalas i kapitel 35, 37 och 38 i Olaus Magnus Historia om de nordiska folken och avbildas på två av dess träsnitt. I en marginalanteckning kallar han kronkåsorna "finska kåsor" och beskriver deras bruk som en typiskt finsk sed. Det är oklart var Olaus Magnus fått uppgifterna om dessa kåsor, han besökte så vitt man vet inte Finland, däremot företog han 1519 en resa i Västerbotten och besökte Torneå. En kronkåsa finns även avbildad i Finland på Carta marina från 1539. Johannes Bureus har i en anteckning i Sumlen skrivit: "kronkosor göras och i Westerbottn".
Ett antal kåsor av denna typ finns bevarade i svenska museer och härrör till stor del från högadliga släkter. Den äldsta daterade finns i Göteborgs museum och är från 1526. Den pryds av den latinska inskriften Gustate et videte quoniam suavis est – "Drick och var glad".
Flera kopplas till samma släktkrets: en kåsa med Nils Pedersson Bielke och Anna Hogenskilds vapen härrör från 1540, tre kåsor härrör från systrarna Sigrid, Anna och Malin Sture i deras giftermål med Ture Pedersson Bielke, Hogenskild Bielke respektive Erik Göstafsson Stenbock, troligen tillverkade i samband med deras giftermål mellan 1562 och 1574. En annan kåsa är tillverkad för Erik Gyllenstierna troligen i samband med hans giftermål med Karin Nilsdotter Bielke. 
Ytterligare en vapenkåsa har alliansvapen som anger att den tillhört Torten Henriksson till Autis av Villiläsläkten och Barbro Olofsdotter Wildeman som gifte sig 1546, den har en inskrift på Finska. En kronkåsa från Rusko daterad 1542 finns på Nationalmuseet i Helsingfors. En kåsa som är betydligt senare än de övriga är en kåsa med ätterna Kagg och Kurcks vapen och årtalet 1681. 
Museimannen Auvo Hirsjärvi framkastade 1947 tanken att kronkåsornas ovanliga utmyckning hade sitt ursprung i en lövkrans, som skall ha prytt kåsor i samband med såningsfesten Ukon vakka.
Under nationalromantiken var kopior på dessa kåsor populära, ofta med lövsågade utsmyckningar av kåsorna.